# 多尔芬
多尔芬（德語：Dorfen，發音：[ˈdɔʁfn̩] ⓘ）是德国巴伐利亚州上巴伐利亚行政区埃尔丁县的城市，面积99.56平方千米，2023年12月31日人口为15,197人。